# Tricorynus parva
Tricorynus parva is een keversoort uit de familie klopkevers (Anobiidae). De wetenschappelijke naam van de soort is voor het eerst geldig gepubliceerd in 1905 door Fall.